# Róża (film)
Róża è un film polacco del 2011 diretto da Wojciech Smarzowski.
Il film racconta la storia d'amore di una donna della regione della Masuria e di un ufficiale dell'Armia Krajowa (esercito nazionale polacco) nella Masuria del dopoguerra.

## Trama
Masuria, estate del 1945. Tadeusz, ufficiale dell'Armia Krajowa e veterano della ivolta di Varsavia, la cui moglie fu violentata e uccisa dai tedeschi, si trasferisce in Masuria, una regione dell'ex Prussia orientale tedesca, divenuta parte della Polonia a seguito dell'accordo di Potsdam dopo la seconda guerra mondiale. Qui fa visita a Róża, vedova di un soldato tedesco della Wehrmacht alla cui morte Tadeusz aveva assistito, per consegnare i beni di suo marito. Róża invita Tadeusz a rimanere nella sua fattoria per proteggerla dal rischio dei predoni e dei brutali stupri che aveva precedentemente sperimentato durante l'offensiva sovietica della Prussia orientale, nella realtà senza leggi della Masuria del dopoguerra. Da questa unione di intenti nascono lentamente rispetto e amore: un rapporto malvisto che attira l'attenzione sgradita dei nuovi nazionalisti polacchi e del famigerato NKVD sovietico. 
Mentre Róża è considerata tedesca dalle nuove autorità polacche, che vorrebbero espellerla dalla regione, Tadeusz vuole che dichiari la sua nazionalità polacca come hanno fatto molti masuriani in una "umiliante procedura di verifica della nazionalità" 
Come afferma il regista Wojciech Smarzowski, i Masuri "caddero vittime di due rinazionalizzazioni e poi furono distrutti".

## Ricezione

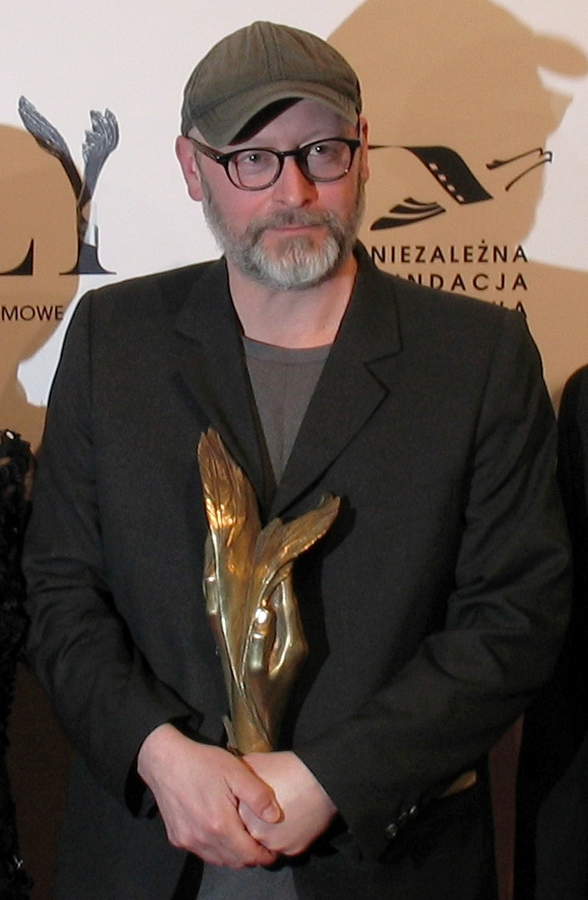
Wojciech Smarzowski con il premio dei Polskie Nagrody Filmowe, 2012

Variety ha definito il film "quasi insopportabilmente brutale e allo stesso tempo inquietantemente romantico" e ha elogiato "la cruda messa in scena del regista esperto di genere Smarzowski che aumenta la forza della narrazione, traducendo in termini visivi i suoi temi di amore sfortunato e di una nazione condannata da nazionalismo, quello che in altre mani avrebbe potuto essere interpretato come un melodramma in costume incentrato sul personaggio vittimizzato del titolo, qui assume la prospettiva dell'eroe solitario, poiché Smarzowski conferisce al film i tratti distintivi di un western moderno." 
Giuseppe Sedia in una recensione per il Krakow Post ha scritto: "Dal punto di vista morale Róża è un western pieno di violenza ma girato senza compiacenza. Smarzowski si autodefiniva il “terzo fratello Cohen” e forse in questo c'è un fondo di verità, almeno nel suo impegno a iniettare una dose del realismo in generi cinematografici che  non sono mai stati pienamente sviluppati nel cinema polacco"."
La distribuzione di Róża in Russia è stata vietata dalle autorità nel 2015 per aver raffigurato stupri e altre atrocità commesse dai soldati dell'Armata Rossa nella Prussia orientale. 

## Riconoscimenti
- Gran Premio, Festival del Cinema di Varsavia 2011 [6]
- Polskie Nagrody Filmowe: miglior film, miglior regia, migliore attrice, miglior attore non protagonista, migliore sceneggiatura, miglior suono e premio del pubblico [7]
- Premio della Critica Festival Nazionale del Cinema di Gdynia 2011 [8]
- Premio speciale della giuria del 23 ° Festival del cinema polacco in America per l'eccellenza e l'importanza artistica [9]